# Франтішек Цейнар
Франішек Цейнар (чеськ. František Cejnar; 1895 — 1948) — чехословацький футбольний суддя, що обслуговував матчі Чемпіонату Чехословаччини, національних збірний і Кубка Мітропи.

## Кар'єра
Розпочав судити футбольні матчі у 1912 році. В 1918 році обслуговував фінальний матч Середньочеського кубку між «Славією» в «Спартою» (1:4). Також судив скандальний фінал кубка між цими ж командами у 1928 році. Матч був перерваний на 35-й хвилині матчу. Цейнар призначив пенальті за порушення проти Їндржиха Шолтиса з боку Антоніна Пернера. Одинадцятиметровий мав виконувати Франтішек Свобода, але капітан «Спарти» Карел Пешек, на знак протесту проти рішення судді, сів на м'яч і не дозволив здійснити удар. Після чого вивів команду з поля. Попри високий міжнародний авторитет Цейнара, чеський футбольний союз став на сторону «Спарти» з формулюванням, що арбітр не вжив усіх необхідних заходів для продовження гри, і призначив догравання матчу на липень. Після цього інциденту чехословацькі арбітри часто бойкотували дербі між «Спартою» і «Славією», через що федерації доводилось запрошувати на матчі суддів з німецької і єврейської футбольних асоціацій, що діяли на території Чехословаччини.
У професіональній футбольній лізі Чехословаччини Цейнар з 1925 по 1935 рік відсудив 22 матчі. Обслуговував 7 поєдинків престижного міжнародного клубного турніру — кубка Мітропи у 1929—1935 роках. Серед них фінальний матч кубка Мітропи 1933 між «Аустрією» і «Амброзіаною-Інтер» (3:1). З 1919 року був редактором журналу «Футбольний суддя».
Офіційні матчі на рівні національних збірних розпочав судити у 1923 році. До 1934 року провів 17 поєдинків, з яких 13 товариських матчів, два поєдинки кубка Центральної Європи, один матч чемпіонату Північної Європи й один матч відбору до чемпіонату світу 1934 між збірними Австрії і Болгарії (6:1).

## Матчі збірних
| Дата       | Збірні              | Рахунок | Турнір                             |
| ---------- | ------------------- | ------- | ---------------------------------- |
| 15.08.1923 | Австрія — Фінляндія | 2:1     | Товариський матч                   |
| 05.05.1925 | Австрія — Угорщина  | 3:1     | Товариський матч                   |
| 27.09.1925 | Австрія — Іспанія   | 0:1     | Товариський матч                   |
| 01.11.1925 | Польща — Швеція     | 2:6     | Товариський матч                   |
| 30.05.1926 | Австрія — Франція   | 4:1     | Товариський матч                   |
| 09.06.1926 | Швеція — Норвегія   | 3:2     | Чемпіонат Північної Європи         |
| 08.08.1926 | Польща — Фінляндія  | 7:1     | Товариський матч                   |
| 12.09.1926 | Польща — Туреччина  | 6:1     | Товариський матч                   |
| 10.04.1927 | Австрія — Угорщина  | 6:0     | Товариський матч                   |
| 17.04.1927 | Італія — Португалія | 3:1     | Товариський матч                   |
| 10.06.1928 | Польща — США        | 3:3     | Товариський матч                   |
| 23.08.1931 | Польща — Румунія    | 2:3     | Товариський матч                   |
| 29.11.1931 | Швейцарія — Австрія | 1:8     | Кубок Центральної Європи з футболу |
| 05.06.1932 | Югославія — Франція | 2:1     | Товариський матч                   |
| 23.10.1932 | Австрія — Швейцарія | 3:1     | Кубок Центральної Європи з футболу |
| 04.06.1933 | Польща — Бельгія    | 0:1     | Товариський матч                   |
| 25.04.1934 | Австрія — Болгарія  | 6:1     | Відбір до чемпіонату світу 1934    |